# Hachsjara Enschede
De Hachsjara Enschede was een opleidingsinstituut voor Joodse jongeren in de Nederlandse gemeente Enschede om hen voor te bereiden op de emigratie naar Palestina. Het opleidingsinstituut bestond van 1933 tot 1942. In de loop van het bestaan bood het onderdak aan minstens honderd personen. Ongeveer 45 procent van de bewoners die vanaf januari 1938 in de villa Haimer's Esch in Twekkelo woonde overleefde de Tweede Wereldoorlog.

## Achtergrond
Aan het einde van de negentiende eeuw ontstond het zionisme, een beweging die streefde naar een Joods nationaal thuis in Palestina. Vanaf het begin van de twintigste eeuw emigreerden steeds meer Joden naar het mandaatgebied. Voor het opbouw van een eigen land waren met name landbouwers en vaklieden nodig. Door heel Europa ontstonden verenigingen voor Palestina-pioniers, die zorgden voor omscholing voor diegenen die naar Palestina wilden emigreren. Het eerste opleidingscentrum in Nederland ontstond in 1910 in Gouda. Onder leiding van de Deventer Vereniging van Ru Cohen ontstonden er vanaf 1918 meerdere opleidingscentra door het land (onder andere in Twello, Winterswijk, Marum en Den Bosch).
De Hachsjara in Enschede werd in 1933 gesticht door de Agoedas Jisroeil in Nederland, een religieuze organisatie. De Enschedese slager Julius Samson was een van de betrokkenen. Tot 1938 was het opleidingsinstituut gevestigd aan de Alsteed Schestraat 23 in Enschede. In januari 1938 verhuisden de veertig Palestinapioniers naar de villa Haimer's Esch naar de Strootsweg 460 in Twekkelo, tegenwoordig bekend als de Gerinkshoekweg. De leiding lag sinds 1937 in handen van het echtpaar Hilel en Amalie Brückenthal-Landau die een jaar eerder vanuit Kfar Saba in Palestina waren overgekomen. 
Het opleidingsinstituut zou in de negen jaar van haar bestaan plaats bieden aan meer dan honderd personen, meestal van het mannelijke geslacht. Bijna iedereen had een Duitse achtergrond. Overdag werkten de bewoners vaak bij boeren in de omgeving. Sommige bewoners bleven na het afronden van hun opleiding noodgedwongen op het instituut wonen, omdat het lastig was om een visum voor Palestina te krijgen. De contacten met de Joodse gemeente in Enschede waren losjes.

### Tweede Wereldoorlog
Van de ruim vijftig Palestinapioniers die vanaf januari 1938 in Twekkelo heeft gewoond overleefde ongeveer 45 procent de Tweede Wereldoorlog. In de eerste oorlogsjaren werd de Hachsjara met rust gelaten door de bezetter. Alleen de leider Hilel Brückenthal werd omdat hij de Britse nationaliteit had vrij kort na de Duitse inval in Nederland geïnterneerd. In 1942 werd hij samen met zijn vrouw en drie kinderen uitgewisseld tegen een aantal Duitse vrouwen en konden vanuit Kamp Westerbork naar Palestina reizen.
De Duitsers wilden in oktober 1942 de villabewoners oppakken. Op dat moment was iedereen al verdwenen. De meeste pioniers waren ondergedoken met hulp van boeren uit de omgeving of met behulp van de verzetsgroep rond de predikant Leendert Overduin. Met name de beruchte Jodenjager Jan van Limburg maakte een aantal slachtoffers onder de ondergedoken Joden. Zo werden Daniël Izaak, Julius Wolf en Herman Hertz op 10 juli 1943 aangehouden in de bossen rondom Boekelo. Hetzelfde lot trof Max Flaksbaum, Alfred Heimmann, Siegfied Lehman en Bernard Winzelberg die op 10 november 1943 aangetroffen werden bij klompenmaker Carel Bel in Boekelo. Geen van hen overleefde de oorlog.